# Taraxacum trilobifolium
Taraxacum trilobifolium — вид квіткових рослин з родини айстрових (Asteraceae). Вид зростає в Європі: Австрія, Чехія, Німеччина, Польща, Швейцарія, Італія; це багаторічна рослина помірних біомів; належить до секції Palustria.